# Emilia Brodin
Emilia Elisabeth Brodin (nacida como Appelqvist; 11 de febrero de 1990) es una futbolista sueca que jugaba como mediocampista para el Djurgårdens IF del Damallsvenskan. Jugó en el Piteå IF la temporada 2014, a préstamo de Tyresö FF para la segunda parte de la temporada 2013. También ha jugado para Bälinge IF y AIK. Appelqvist hizo su debut para la selección de Suecia en febrero de 2014.

## Carrera de clubes
Brodin, una mediocampista central defensiva, empezó su carrera con el equipo local Bälinge IF. En octubre de 2007, a los 17 años, firmó un contrato de cuatro años con el club y fue descrita por el entrenador como futura jugadora de selección.
Brodin pasó tres temporadas con Bälinge antes de su descenso del Damallsvenskan en 2008. Para la temporada 2009, rechazó una oferta del Tyresö FF y se unió al AIK. Cuándo el AIK descendió en 2010, Brodin se fue al Tyresö explicando que tenía que seguir jugando en el Damallsvenskan para ser considerada para la selección.
Tyresö ganó el título del Damallsvenskan por primera vez en la temporada 2012 y Brodin recibió su primera medalla de liga. Con la competencia para jugar en el equipo cada vez más feroz en Tyresö, Brodin se fue a Piteå a préstamo durante el receso de mitad de temporada 2013.
En noviembre de 2013 Brodin hizo su transferencia a Piteå permanente, a pesar del interés de otros clubes. Después de ayudar a Piteå a alcanzar un tercer puesto en 2015, dejó el club para unirse a Djurgårdens IF, explicando que el aspecto social de vivir en Estocolmo la había atraído.
Una seria lesión de rodilla en enero de 2017 dejó a Brodin fuera de la temporada 2017 del Damallsvenskan y de la Eurocopa 2017. A pesar de que era el año final de su contrato con el Djurgårdens,  firmó una extensión de un año en octubre de 2017 y esperaba estar de vuelta en plena forma en 2018.
En marzo de 2018 Brodin anunció que estaba embarazada de su primera hija. A pesar de que había vuelto a entrenar tras su lesión de rodilla, se vio obligada a interrumpir sus planes para volver al fútbol.

## Carrera internacional
Como internacional juvenil, Brodin jugó la Eurocopa sub-19 2009, donde fue escogida entre las 10 mejores jugadoras por UEFA.com, así como el Mundial sub-20 2010, donde fue capitana del equipo. En esta última competición Brodin jugó cada minuto de la campaña de Suecia, que terminó con una derrota 2–0 con Colombia en cuartos de final.
En febrero de 2010, Brodin y Antonia Göransson fueron convocadas para entrenar con la selección mayor para la Copa Algarve. Para junio de 2013, Brodin había acumulado 11 partidos para Suecia como sub-23. La entrenadora nacional Pia Sundhage convocó a Brodin para un campamento de entrenamiento de la selección mayor en Bosön en noviembre de 2013.
Brodin hizo su debut para el equipo mayor de Suecia en una derrota amistosa 3–0 ante Francia en Amiens el 8 de febrero de 2014. En mayo de 2015, Brodin y su compañera en el Piteå Hilda Carlén fueron confirmadas en el equipo de Suecia para el Mundial 2015 en Canadá.
El 8 de abril de 2016, Brodin anotó su primer gol para la selección mayor sueca, convirtiendo el 1–0 cuando Suecia batió a Eslovaquia 3–0 en Poprad durante un juego de clasificación para la Eurocopa 2017 en los Países Bajos. A pesar de requerir cirugía por una lesión de menisco en mayo de 2016, Brodin fue parte del plantel convocado para los Juegos Olímpicos 2016. Describió su convocatoria como "un sueño hecho realidad". Jugó 15 minutos contra el local Brasil en una decepcionante derrota 5–1, para luego ser titular en la victoria contra el mismo equipo en semifinales, un resultado que les aseguró la medalla de plata.

### Goles internacionales
| Gol | Fecha      | Ubicación          | Adversario | Puntuación | Resultado | Competición                      |
| --- | ---------- | ------------------ | ---------- | ---------- | --------- | -------------------------------- |
| 1   | 2016-04-08 | Poprad, Eslovaquia | Eslovaquia | 1-0        | 3-0       | Clasificación a la Eurocopa 2017 |
| 2   | 2016-09-15 | Gotemburgo, Suecia | Eslovaquia | 1-0        | 2-1       | Clasificación a la Eurocopa 2017 |

## Vida personal
En julio de 2017, Brodin se casó con Daniel Brodin, un jugador de hockey sobre hielo del Djurgårdens IF Hockey de la Liga sueca. En septiembre de 2018 tuvo a su primera hija, Mila Ida.

## Palmarés

### Club
Tyresö FF
- Damallsvenskan: 2012

### Internacional
- Juegos Olímpicos: medalla de Plata, 2016